# Buin, Chile
Buin là một thành phố và một xã của Chile, tỉnh Maipo, Vùng Đô thị Santagio, hình thành một phần của Greater Santiago. Nó là một thành phố bao gồm các thị trấn của Maipo, Viluco, Linderos, Valdivia de Paine, Alto Jahuel, Los Guindos và El Recurso. Buin nằm vào khoảng 35 km (22 mi) về phía nam của Santiago trong vùng làm rượu vang của thung lũng Maipo.

## Nhân khẩu
Dựa theo cuộc điều tra dân số năm 2002 của Viện Thống kê Quốc gia, Buin nằm trên một dải đất rộng 214,1 km2 (83 dặm vuông Anh) và có 63,419 cư dân (31,440 nam và 31,979 nữ). Trong số này, 53,506 (84.4%) người sống ở vùng đô thị và 9,913 (15.6%) người sống ở vùng nông thôn. Dân số tăng 20.1% (10,627 người) trong khoảng từ năm 1992 đến năm 2002.

## Quản lý
Là một xã, Buin có đơn vị quản lý cấp độ 3 (ở Chile) điều hành bởi hội đồng thành phố, đứng đầu là một thị trưởng được bầu chọn trực tiếp 4 năm một lần. Thị trưởng nhiệm kỳ 2008-2012 là Rodrigo Etcheverry.
Trong đơn bị bầu cử ở Chile, Buin được đại diện trong buồng bầu cử bởi Ramón Farías (PPD) and ông José Antonio Kast (UDI) là một phần của khu bầu cử thứ 30, (cùng với San Bernardo, Paine và Calera de Tango). Đại diện của xã trong Thượng nghị viện là Guido Girardi Lavín (PPD) và Jovino Novoa Vásquez (UDI) là một phần của cuộc bầu cử thượng nghị sĩ lần thứ 7 (Phía Tây Santiago).